# マザーソース
フランス料理におけるマザーソース（フランス語: sauces mères, 英語: mother sauces）とは、数多くのソースの基本となるとされるソース。
基本ソース（グランデソース、grandes sauces）、ヘッドソース（sauces de tête）とも呼ばれる。
村上信夫はマザーソースとして以下の5つを挙げている。
- ソース・ベシャメル
- ソース・エスパニョール
- ソース・トマト
- ソース・マヨネーズ
- ソース・ビネグレット

## 歴史
フランス料理では中世にソースが発展し、現在にも残るような伝統的なソースが考案された。
19世紀になって、アントナン・カレームがフランス料理のソースを体系化し、以下のような4つのマザーソースを定めた。
- ソース・ブルーテ
- ソース・アルマンド
- ソース・ベシャメル
- ソース・エスパニョール

20世紀初頭、「フランス料理の改革者」として知られるオーギュスト・エスコフィエは、カレームのマザーソースの構成を以下のように変更した。
- ソース・ブルーテ
- ソース・ベシャメル
- ソース・エスパニョール
- ソース・オランデーズ
- トマトソース